# Callohesma splendens
Callohesma splendens is een vliesvleugelig insect uit de familie Colletidae. De wetenschappelijke naam van de soort is voor het eerst geldig gepubliceerd in 1974 door Exley.